# Getinge
Getinge – miejscowość (tätort) w Szwecji, w regionie administracyjnym (län) Halland, w gminie Halmstad.
Według danych Szwedzkiego Urzędu Statystycznego liczba ludności wyniosła: 1909 (31 grudnia 2015), 1963 (31 grudnia 2018) i 2061 (31 grudnia 2019).